# Port lotniczy Grímsey
Port lotniczy Grímsey – lotnisko obsługujące Grímsey, małą islandzką wyspę położoną 40 kilometrów od północnego wybrzeża głównej wyspy Islandii.

## Linie lotnicze i połączenia
| Linia lotnicza | Kierunek    |
| -------------- | ----------- |
| Norlandair     | 1. Akureyri |